# Vélines
Vélines település Franciaországban, Dordogne megyében. Lakosainak száma 1058 fő (2022. január 1.). Vélines Saint-Vivien, Montazeau, Nastringues, Saint-Antoine-de-Breuilh, Saint-Seurin-de-Prats, Montcaret és Bonneville-et-Saint-Avit-de-Fumadières községekkel határos.

## Népesség
A település népessége az elmúlt években az alábbi módon változott:
| Lakosok száma | 937  | 918  | 1068 | 1164 | 1109 | 1130 | 1102 | 1059 | 1053 | 1058 |
|               | 1968 | 1982 | 1990 | 2006 | 2013 | 2015 | 2017 | 2019 | 2020 | 2022 |